# Javier Araújo
Javier Araújo Peñaloza (Agustín Codazzi, 26 dicembre 1984) è un ex calciatore colombiano, di ruolo centrocampista.

## Carriera

### Club
Cresciuto nelle giovanili dell'Once Caldas, debutta in prima squadra nel 2001. Dopo aver disputato quattro stagioni, passa al Deportivo Pasto nel 2005. Nel 2006 fa ritorno all'Once Caldas, dove rimane fino al 2007 prima di trasferirsi al Boyacá Chicó.
Nel 2008 torna nuovamente all'Once Caldas, ma nello stesso anno si trasferisce ai Millonarios, con cui gioca anche nel 2009. Nel 2010 veste la maglia dell'Atlético Huila, seguito da un'annata alla La Equidad nel 2011.
Nel 2012 ha una breve esperienza internazionale con il Juan Aurich in Perù. Successivamente torna in patria, giocando per il Cúcuta Deportivo nel 2013 e per l'Uniautónoma nel 2014.
Chiude la carriera con tre stagioni al Valledupar, tra il 2015 e il 2017.

### Nazionale
Nel 2003 ha fatto parte della nazionale Under-20 che ha partecipato al Campionato mondiale di calcio Under-20 2003 negli Emirati Arabi Uniti, ottenendo il terzo posto.
Ha giocato anche con la nazionale maggiore colombiana tra il 2007 e il 2009, totalizzando 4 presenze.

## Palmarès

### Club

#### Competizioni nazionali
- Campionato colombiano: 1

Once Caldas: 2003-I

#### Competizioni internazionali
- Coppa Libertadores: 1

Once Caldas: 2004